# Яунер, Франц фон
Франц Ксавер Себастьян Я́унер (нем. Franz Xaver Sebastian Jauner, с 1880 года Франц фон Яунер; 14 ноября 1831, Вена — 23 февраля 1900, там же) — австрийский актёр и театральный деятель.

## Биография
Франц Яунер — сын придворного гравёра Франца Яунера (1808—1889), заслужившего благодаря своему таланту прозвище «венский Челлини». Младшие братья Франца Яунера — придворный гравёр Генрих Яунер (1833—1912) и чиновник Август Яунер фон Шроффенегг (1835—1907). Франц Яунер отказался продолжать отцовское дело и после школы поступил на работу в придворную канцелярию.
Музыкально одарённый Яунер с детства учился игре на фортепьяно, его на артистическом поприще поддерживал композитор Симон Зехтер. Дебют юного Яунера на сцене состоялся в роли глухого пажа в опере Джакомо Мейербера «Гугеноты». В 1854 году Яунер получил первую роль со словами в пьесе Августа фон Коцебу. Франца Яунера заметил писатель Генрих Лаубе и пригласил его к себе в театр, и с 15 февраля 1854 по 30 июля 1855 года Яунер состоял в труппе придворного театра. Его прощальным спектаклем в этом театре стал «Сон в летнюю ночь» Уильяма Шекспира в роли Оберона.
В 1855 году Франц Яунер сопровождал актрису Амалию Гайцингер и её дочь Луизу Нейман на гастролях в театре великого герцога Баденского в Карлсруэ и Майнцском городском театре. В Майнце Яунер распрощался с актрисами и отправился в Париж в «Комеди Франсез». После нескольких небольших гастрольных туров осенью 1858 года Яунер получил приглашение в придворный театр в Дрездене, где познакомился со своей будущей супругой, актрисой Эмилией Кралль (1831—1914).
В 1871 году главный режиссёр венского Карл-театра Антон Ашер пригласил Яунера в свою труппу. Уже 25 апреля 1871 года Яунер уже вышел на сцену в роли Бетховена в «Аделаиде». С 1 июля 1871 года Франц Яунер был назначен на должность главного режиссёра Карл-театра, сменив Антона Ашера, и руководил театром до 1878 года. Благодаря своим успехам на этом поприще 1 апреля 1875 года Франц Яунер получил приглашение временно возглавить венскую придворную оперу, а с февраля 1878 года занял должность главного режиссёра официально.
Первым спектаклем, поставленным Францем Яунером в Венской опере, стал в 1875 году «Реквием» Джузеппе Верди. По инициативе и посредничестве Яунера в Вене состоялась первая за пределами Байрейта постановка тетралогии Рихарда Вагнера «Кольцо нибелунга». Большой художественной славе Яунера не сопутствовал успех коммерческий. 30 июня 1880 года Яунера уволили из придворного театра, но император Франц Иосиф I на прощание наградил его орденом Железной короны и соответственно возвёл его при этом в рыцарское звание.
С 1 июня 1881 года Франц фон Яунер приступил к работе в венском Рингтеатре, 1 октября того же года состоялась премьера сказочной комедии «Гамельнский крысолов» Виктора Эрнста Несслера. Яунер пригласил на работу в Рингтеатр драматурга Людвига Гангхофера. Занимая должность главного режиссёра театра, Яунер вновь стал периодически выходить на сцену актёром. 8 декабря 1881 года перед началом представления «Сказки Гофмана» Жака Оффенбаха в Рингтеатре случился пожар, повлёкший гибель 386 человек. Как руководитель Рингтеатра, Франц фон Яунер был признан виновным в гибели людей по халатности и приговорён к трём годам лишения свободы, но уже спустя несколько недель был помилован императором.
На некоторое время Франц фон Яунер отошёл от театральной деятельности, но уже в 1884 году вместе с либреттистом Камилло Вальцелем и актрисой Александриной фон Шёнерер возглавил Театр на Вене. Вскоре он вновь ушёл из театра. В 1892 году Яунер участвовал в нескольких постановках в рамках Венской международной театральной и музыкальной выставки. В сезоне 1894—1895 годов Франц фон Яунер добился актёрского успеха во время гастролей в Гамбурге, а затем вновь возглавил Карл-театр в Вене. 4 октября 1894 года в Карл-театре с оглушительным успехом состоялась первая постановка оперетты «Модель» Франца фон Зуппе. Но деятельность Франца фон Яунера в театре по-прежнему оставалась нерентабельной.
Франц фон Яунер побывал с гастролями в Москве и Санкт-Петербурге, выступал актёром и иногда дирижёром. Долги театра при Яунере накапливались, и по результатам проверки кассы театра 23 февраля 1900 года была установлена недостача, а театр был объявлен банкротом. Франц фон Яунер в тот же день застрелился. Он похоронен на венском Обер-Санкт-Фейтском кладбище. Имя Франца фон Яунера носит одна из улиц в венском районе Хитцинг.